# Oekraïens voetballer van het jaar
Oekraïens Voetballer van het Jaar is een Oekraïense voetbaltrofee die sinds 1969 jaarlijks wordt uitgereikt aan de beste Oekraïense voetballer.
De prijs werd tot 1990 uitgereikt door de krant Molod Ukrainy en werd vanaf 1991 overgenomen door Ukrainskiy Football, dat door dezelfde uitgever wordt uitgebracht. Sinds 2018 wordt de prijs uitgereikt door de website van Ukrainskiy Football.
De krant Komanda brengt sinds 1995 ook jaarlijks een voetbaltrofee uit. Deze prijs wordt uitgereikt aan de beste speler uit de Oekraïense Vysjtsja Liha (hoogste voetbalafdeling). 

## Winnaars

### Beste Oekraïense voetballer van het jaar
| Jaar | Winnaar                                | Club                                     |
| ---- | -------------------------------------- | ---------------------------------------- |
| 1969 | Viktor Serebryanikov                   | Dynamo Kiev                              |
| 1970 | Vladimir Moentjan                      | Dynamo Kiev                              |
| 1971 | Jevgeni Roedakov                       | Dynamo Kiev                              |
| 1972 | Oleh Blochin                           | Dynamo Kiev                              |
| 1973 | Oleh Blochin                           | Dynamo Kiev                              |
| 1974 | Oleh Blochin                           | Dynamo Kiev                              |
| 1975 | Oleh Blochin                           | Dynamo Kiev                              |
| 1976 | Oleh Blochin                           | Dynamo Kiev                              |
| 1977 | Oleh Blochin                           | Dynamo Kiev                              |
| 1978 | Oleh Blochin                           | Dynamo Kiev                              |
| 1979 | Vitali Staroechin                      | Sjachtjor Donjetsk                       |
| 1980 | Oleh Blochin                           | Dynamo Kiev                              |
| 1981 | Oleh Blochin                           | Dynamo Kiev                              |
| 1982 | Anatoli Demjanenko                     | Dynamo Kiev                              |
| 1983 | Oleh Taran                             | Dnjepr Dnjepropetrovsk                   |
| 1984 | Gennadi Litovtsjenko                   | Dnjepr Dnjepropetrovsk                   |
| 1985 | Anatoli Demjanenko                     | Dynamo Kiev                              |
| 1986 | Aleksandr Zavarov                      | Dynamo Kiev                              |
| 1987 | Oleksij Mychajlytsjenko                | Dynamo Kiev                              |
| 1988 | Oleksij Mychajlytsjenko                | Dynamo Kiev                              |
| 1989 | Volodymyr Bezsonov                     | Dynamo Kiev                              |
| 1990 | Sergej Joeran                          | Dynamo Kiev                              |
| 1991 | Achrik Tsveiba                         | Dynamo Kiev                              |
| 1992 | Viktor Leonenko                        | Dynamo Kiev                              |
| 1993 | Viktor Leonenko                        | Dynamo Kiev                              |
| 1994 | Viktor Leonenko                        | Dynamo Kiev                              |
| 1995 | Yuriy Kalitvintsev                     | Dynamo Kiev                              |
| 1996 | Serhij Rebrov                          | Dynamo Kiev                              |
| 1997 | Andrij Sjevtsjenko                     | Dynamo Kiev                              |
| 1998 | Serhij Rebrov                          | Dynamo Kiev                              |
| 1999 | Andrij Sjevtsjenko                     | Dynamo Kiev / AC Milan                   |
| 2000 | Andrij Sjevtsjenko                     | AC Milan                                 |
| 2001 | Andrij Sjevtsjenko                     | AC Milan                                 |
| 2002 | Anatoli Tymosjtsjoek                   | Sjachtar Donetsk                         |
| 2003 | Oleh Venhlynskyi                       | Dnipro Dnipropetrovsk                    |
| 2004 | Andrij Sjevtsjenko                     | AC Milan                                 |
| 2005 | Andrij Sjevtsjenko                     | AC Milan                                 |
| 2006 | Anatoli Tymosjtsjoek                   | Sjachtar Donetsk                         |
| 2007 | Anatoli Tymosjtsjoek                   | Sjachtar Donetsk / Zenit Sint-Petersburg |
| 2008 | Artem Milevsky                         | Dynamo Kiev                              |
| 2009 | Artem Milevsky                         | Dynamo Kiev                              |
| 2010 | Jevhen Konopljanka                     | Dnipro Dnipropetrovsk                    |
| 2011 | Andrij Voronin                         | Dinamo Moskou                            |
| 2012 | Jevhen Konopljanka                     | Dnipro Dnipropetrovsk                    |
| 2013 | Jevhen Konopljanka / Andriy Yarmolenko | Dnipro Dnipropetrovsk / Dynamo Kiev      |
| 2014 | Andriy Yarmolenko                      | Dynamo Kiev                              |
| 2015 | Andriy Yarmolenko                      | Dynamo Kiev                              |
| 2016 | Roeslan Rotan                          | Dnipro Dnipropetrovsk                    |
| 2017 | Andriy Yarmolenko                      | Dynamo Kiev / Borussia Dortmund          |
| 2018 | Viktor Tsihankov                       | Dynamo Kiev                              |
| 2019 | Oleksandr Zintsjenko                   | Manchester City FC                       |
| 2020 | Denys Favorov                          | Desna Tsjernihiv / Zorja Loehansk        |

### Beste Voetballer uit de Oekraïense competitie
| Jaar | Land                 | Winnaar               | Club                  |
| ---- | -------------------- | --------------------- | --------------------- |
| 1995 | Vlag van Oekraïne    | Yuriy Kalitvintsev    | Dynamo Kiev           |
| 1996 | Vlag van Oekraïne    | Serhij Rebrov         | Dynamo Kiev           |
| 1997 | Vlag van Oekraïne    | Andrij Sjevtsjenko    | Dynamo Kiev           |
| 1998 | Vlag van Oekraïne    | Serhij Rebrov         | Dynamo Kiev           |
| 1999 | Vlag van Oekraïne    | Serhij Rebrov         | Dynamo Kiev           |
| 2000 | Vlag van Oekraïne    | Andriy Vorobey        | Sjachtar Donetsk      |
| 2001 | Vlag van Wit-Rusland | Valyantsin Byalkevich | Dynamo Kiev           |
| 2002 | Vlag van Oekraïne    | Anatoli Tymosjtsjoek  | Sjachtar Donetsk      |
| 2003 | Vlag van Wit-Rusland | Valyantsin Byalkevich | Dynamo Kiev           |
| 2004 | Vlag van Oekraïne    | Oleksandr Rykun       | Dnipro Dnipropetrovsk |
| 2005 | Vlag van Oekraïne    | Oleg Goesjev          | Dynamo Kiev           |
| 2006 | Vlag van Oekraïne    | Serhij Nazarenko      | Dnipro Dnipropetrovsk |
| 2007 | Vlag van Oekraïne    | Serhij Nazarenko      | Dnipro Dnipropetrovsk |
| 2008 | Vlag van Brazilië    | Jackson Coelho        | Metalist Charkov      |
| 2009 | Vlag van Oekraïne    | Artem Milevsky        | Dynamo Kiev           |
| 2010 | Vlag van Oekraïne    | Andrij Pjatov         | Sjachtar Donetsk      |
| 2011 | Vlag van Oekraïne    | Andriy Yarmolenko     | Dynamo Kiev           |
| 2012 | Vlag van Armenië     | Henrich Mchitarjan    | Sjachtar Donetsk      |
| 2013 | Vlag van Oekraïne    | Jevhen Konopljanka    | Dnipro Dnipropetrovsk |
| 2014 | Vlag van Oekraïne    | Andriy Yarmolenko     | Dynamo Kiev           |
| 2015 | Vlag van Brazilië    | Alex Teixeira         | Sjachtar Donetsk      |
| 2016 | Vlag van Brazilië    | Marlos                | Sjachtar Donetsk      |
| 2017 | Vlag van Brazilië    | Marlos                | Sjachtar Donetsk      |
| 2018 | Vlag van Brazilië    | Marlos                | Sjachtar Donetsk      |
| 2019 | Vlag van Brazilië    | Taison                | Sjachtar Donetsk      |
| 2020 | Vlag van Oekraïne    | Viktor Tsihankov      | Dynamo Kiev           |
| 2021 | Vlag van Oekraïne    | Artem Dovbyk          | SK Dnipro-1           |

Azerbeidzjan · België (HLN · PL) · Bosnië-Herzegovina · Bulgarije · Denemarken · Duitsland · Engeland (PFA · FWA) · Estland · Finland · Frankrijk (FF · UNFP) · Georgië · Gibraltar · Griekenland · Hongarije · Ierland · Israël · Italië · Kazachstan · Kosovo · Kroatië · Letland · Liechtenstein · Litouwen · Luxemburg · Malta · Moldavië · Nederland · Noord-Macedonië · Noorwegen · Oekraïne · Oostenrijk · Polen · Portugal (CNID · PGB) · Roemenië · Rusland ("Futbol" · "Sport-Express") · Schotland (SPFA · SFWA) · Servië · Slowakije · Sovjet-Unie · Spanje (TADS · PDB · LFP) · Tsjechië (ČMFS · KSN) · Wit-Rusland · Zweden · Zwitserland